# Tiorredoxina reductasa
La tiorredoxina reductasa (TR, TrxR) es la única enzima conocida capaz de reducir la tiorredoxina (Trx). Es un homodímero de 316 residuos que cataliza la reducción de tiorredoxina utilizando NADPH como agente reductor y media el paso final en la vía de transferencia de electrones para la reducción de nucleósido difosfato.

## Diversidad
Todos los reinos conocidos de organismos contienen tiorredoxina reductasa. Han evolucionado dos tipos de tiorredoxina reductasa de forma independiente. Procariotas, arqueas y la mayoría de las plantas tienen un tipo y eucariotas superiores y algunas plantas poseen una diferente que contiene selenocisteína.
Existen tres TRS en animales: TR1, TR3, y TGR. Tanto TR1 como TR3 son proteínas esenciales para la embriogénesis del ratón.

## Importancia clínica
Debido a que la actividad de esta enzima es esencial para el crecimiento celular y la supervivencia, es un blanco para la investigación de terapias antitumorales. Por otra parte, la enzima es regulada positivamente en varios tipos de cáncer, incluyendo el mesotelioma maligno.
Por ejemplo, el motexafin gadolinio (MGD) es un nuevo agente quimioterapéutico que selectivamente tiene por blanco células tumorales, que lleva a la muerte celular y la apoptosis a través de la inhibición de la tiorredoxina reductasa y la ribonucleótido reductasa.